# Bargfeld-Stegen
Pour les articles homonymes, voir Bargfeld et Stegen.
Bargfeld-Stegen est une commune allemande de l'arrondissement de Stormarn, dans le Land de Schleswig-Holstein.

## Géographie
La commune comprend les quartiers de Bargfeld-Rögen, Bornhorst, Gräberkate et Viertbruch.
| Kayhude   | Nienwohld       |            |
| Tangstedt | Bargfeld-Stegen | Elmenhorst |
|           | Jersbek         |            |

La Landesstraße 82 passe par Bargfeld-Stegen.

## Histoire
Bargfeld est mentionné pour la première fois en 1195.
Bargfeld et Stegen forment une seule commune à partir de 1928.

## Personnalités liées à la ville
- Rosa Thälmann (1890-1962), personnalité politique née à Bargfeld-Stegen.